# Somme-Yèvre
Somme-Yèvre (1793 und 1801 noch mit den Schreibweisen Sommyevre und Sommièvre) ist eine französische Gemeinde mit 112 Einwohnern (Stand: 1. Januar 2022) im Département Marne in der Region Grand Est (bis 2015 Champagne-Ardenne). Sie gehört zum Arrondissement Châlons-en-Champagne und zum Gemeindeverband L’Argonne Champenoise.

## Geografie
Die Gemeinde Somme-Yèvre liegt 34 Kilometer östlich der Départements-Hauptstadt Châlons-en-Champagne inmitten der Trockenen Champagne. Das 21,57 km² umfassende Gemeindegebiet zeichnet sich durch von großflächigen Äckern bedeckte sanfte Hügel aus. Bis auf Auwaldreste ist das Terrain der Gemeinde fast baumlos. In Somme-Yèvre entspringt das Flüsschen Yèvre, das 17 Kilometer weiter nördlich in die Auve mündet. Im Nordosten hat die Gemeinde einen Anteil am schmalen Höhenzug Crête de la Serre; im Südosten wird nahe dem Mont des Olivettes mit 227 m über dem Meer der höchste Punkt in der Gemeinde erreicht. Umgeben wird Somme-Yèvre von den Nachbargemeinden Dommartin-Varimont im Norden, Noirlieu im Osten, Contault im Südosten, Bussy-le-Repos im Süden, sowie Moivre im Westen.

## Bevölkerungsentwicklung
| Jahr      | 1962 | 1968 | 1975 | 1982 | 1990 | 1999 | 2006 | 2012 | 2022 |
| Einwohner | 204  | 174  | 137  | 128  | 115  | 113  | 111  | 110  | 112  |

Im Jahr 1841 wurde mit 386 Bewohnern die bisher höchste Einwohnerzahl ermittelt. Die Zahlen basieren auf den Daten von cassini.ehess und INSEE.

## Sehenswürdigkeiten
- Kirche Saint-Memmies
- Wasserturm
- zwei Waschhäuser (Lavoirs)
- Croix Rossin, Croix Maulvaux, Flurkreuze

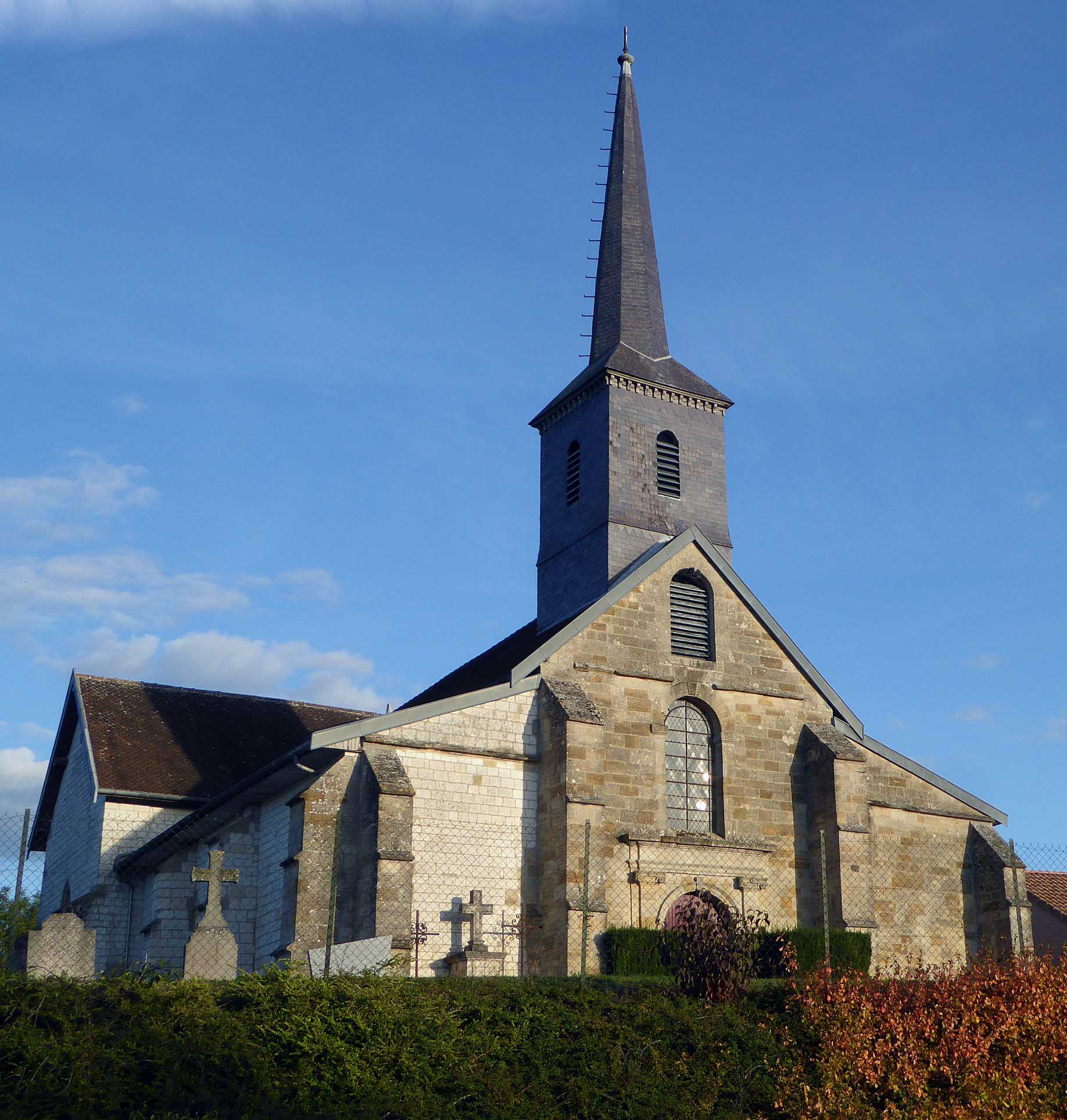
Kirche Saint-Memmies
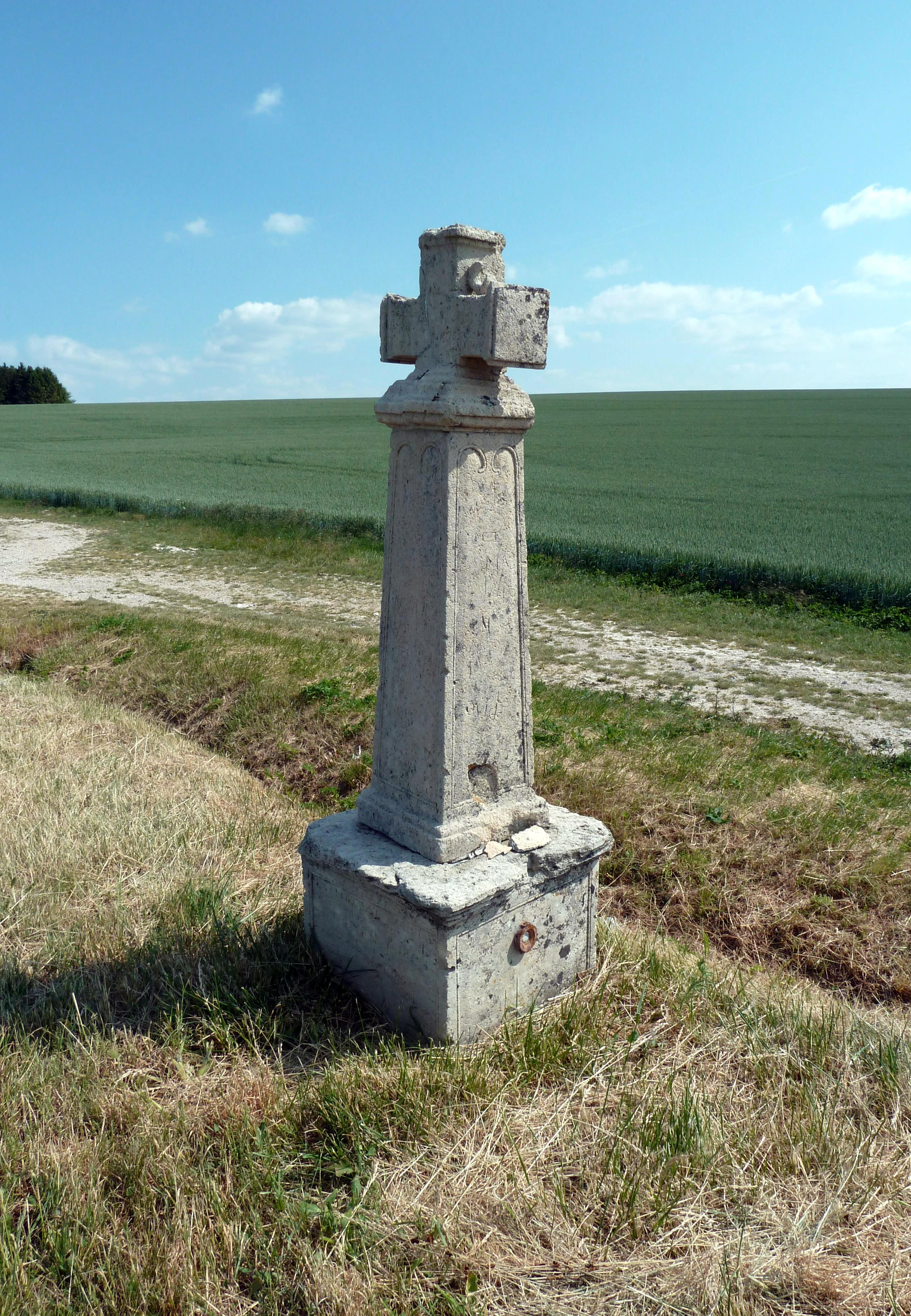
Croix Rossin
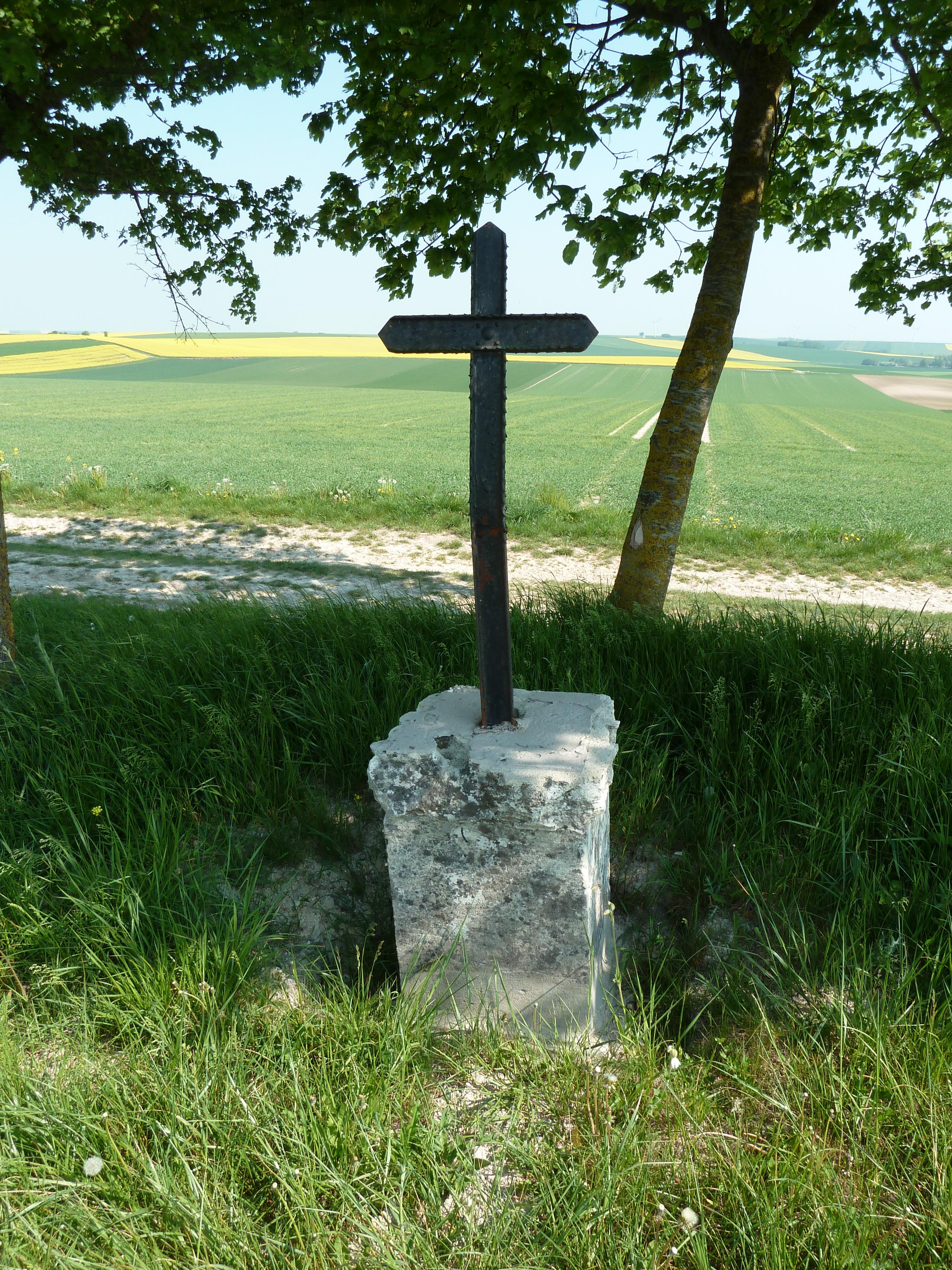
Croix Maulvaux

## Wirtschaft und Infrastruktur
In der Gemeinde sind 21 Landwirtschaftsbetriebe ansässig (hauptsächlich Getreide- und Futtermittelanbau).
Die Fernstraße S 54 verbindet Somme-Yèvre mit Pogny und Givry-en-Argonne. Im Süden der Gemeinde verläuft die einer alten Römerstraße folgende D 994 von Bar-le-Duc in Richtung Reims. In der 15 Kilometer entfernten Kleinstadt Sainte-Menehould besteht ein Anschluss an die Autoroute A 4 von Paris nach Straßburg.

## Belege
1. ↑  Ortsname auf cassini.ehess.fr (Memento des Originals vom 3. März 2016 im Internet Archive)  Info: Der Archivlink wurde automatisch eingesetzt und noch nicht geprüft. Bitte prüfe Original- und Archivlink gemäß Anleitung und entferne dann diesen Hinweis.
2. ↑  Somme-Yèvre auf cassini.ehesse
3. ↑  Somme-Yèvre auf INSEE
4. ↑  Landwirtschaftsbetriebe auf annuaire-mairie.fr (französisch)